# ترجمة لفظية تلفظية
الترجمة اللفظية التلفظية هي الترجمة «بالمشتركات اللفظية التلفظية» وهي الكلمات التي تلفظ بنفس الطريقة وتتباين في المعنى. أما الترجمة التي تقارب اللفظ والمعنى جميعا فتسمى مواءمة لفظية معنوية.

## أمثلة
| أصل                                              | ترجمة                                                             | عربية                                                            |
| ------------------------------------------------ | ----------------------------------------------------------------- | ---------------------------------------------------------------- |
| A thing of beauty is a joy for ever (John Keats) | Un singe débotté est une joie pour l’hiver (François Le Lionnais) | "شيء جميل هو سعادة للأبد" - "سعدان مخلوع الجزمة هو سعادة للشتاء" |